# Балиці (Свентокшиське воєводство)
Балиці (пол. Balice) — село в Польщі, у гміні Ґнойно Буського повіту Свентокшиського воєводства.
Населення — 377 осіб (2011).
У 1975-1998 роках село належало до Келецького воєводства.

## Демографія
Демографічна структура на день 31 березня 2011 року:
|          | Загалом | Допрацездатний вік | Працездатний вік | Постпрацездатний вік |
| -------- | ------- | ------------------ | ---------------- | -------------------- |
| Чоловіки | 183     | 34                 | 114              | 35                   |
| Жінки    | 194     | 47                 | 77               | 70                   |
| Разом    | 377     | 81                 | 191              | 105                  |